# Heliconius silvana
Heliconius silvana är en fjärilsart som beskrevs av Pieter Cramer 1781. Heliconius silvana ingår i släktet Heliconius och familjen praktfjärilar. Inga underarter finns listade i Catalogue of Life.